# Juan David Castro
Juan David Castro Ruiz, noto semplicemente come Juan Castro (Veracruz, 21 dicembre 1991), è un calciatore messicano, centrocampista dell'Atlético Ottawa.

## Caratteristiche tecniche
È un centrocampista centrale.

## Carriera
Cresciuto nel settore giovanile del Veracruz, ha esordito in prima squadra il 1º aprile 2012 disputando l'incontro di Liga de Ascenso perso 2-1 contro il Toros Neza.

## Palmarès

### Club

#### Competizioni nazionali
- Ascenso MX: 1

Atlético San Luis: 2018-2019